# Zgodnje nedeljsko jutro (Hopper)
Zgodnje nedeljsko jutro je slika olje na platnu iz leta 1930 ameriškega umetnika Edwarda Hopperja.

## Opis
Slika prikazuje mala podjetja in trgovine na Sedmi aveniji v New Yorku kmalu po sončnem vzhodu. Prikazuje nebo brez oblačka nad dolgo, rdečo stavbo. Rdeče in modra črtasta brivska palica stoji pred enimi od vrat na desni strani pločnika, zeleni požarni hidrant pa na levi. Mračne, prazne ulice in izložbe naj bi predstavljale grozljivo stanje v mestu med veliko gospodarsko krizo.
Kljub naslovu je Hopper dejal, da slika ni nujno temeljila na nedeljskem pogledu. Slika je bila prvotno naslovljena Seventh Avenue Shops. Dodatek »nedelja« k naslovu je »dodal nekdo drug«.
Slika je temeljila na stavbi v bližini Hopperjevega studia. Rečeno je, da je »skoraj dobeseden prevod Sedme avenije«; vendar je bilo spremenjenih nekaj manjših podrobnosti, kot je zmanjšanje velikosti vrat in manj jasnih napisov na izložbah.

## Izvor
Trenutno je v zbirki Muzeja ameriške umetnosti Whitney.
Kos je bil prvotno prodan Whitneyju za 2000 $. Le nekaj mesecev po tem, ko je bila naslikana, je bila kupljena s sredstvi Gertrude Vanderbilt Whitney in je postala del ustanovne Whitneyjeve zbirke.

## Kritičen odziv
Strokovnjak Karal Ann Marling ugotavlja, da je delo Edwarda Hopperja »uvod v budne žare za kavo in tiste, ki si prizadevajo, da bi premagale noč«. Po mnenju ameriškega umetnostnega kritika Blakea Gopnika: »Slika ima do kosti globok konzervativizem in njen očiten, skoraj polemičen odpor do najbolj ambiciozne evropske umetnosti tistega časa. Sredi gospodarske krize v Ameriki je ta konzervativizem enako del subjekta slike kot so zaprte trgovine, ki jih prikazuje.«
Slika je postala navdih za druga umetniška dela. Primeri vključujejo pesem Byrona Vazakasa Early Sunday Morning in pesem Johna Stona z istim imenom.